# Aeroportul Utirik
Aeroportul Utirik (IATA: UTK, FAA LID: 03N) este un aeroport din Insulele Marshall ce deservește zona Utirik Atoll⁠(d).
Situat la o altitudine de 1 m, aeroportul dispune de o singură pistă.